# Arenaria pharensis
Arenaria pharensis là loài thực vật có hoa thuộc họ Cẩm chướng. Loài này được McNeill & Majumdar mô tả khoa học đầu tiên năm 1980.